# Sphyrothecinae
Sous-famille
Les Sphyrothecinae sont une sous-famille de collemboles de la famille des Sminthuridae.

## Liste des genres
Selon Checklist of the Collembola of the World (version du 19 août 2019) :
- Afrosminthurus Delamare Deboutteville & Massoud, 1964
- Lipothrix Börner, 1906
- Neosminthurus Mills, 1934
- Paralipothrix Bretfeld, 1999
- Parasphyrotheca Salmon, 1951
- Sphyrotheca Börner, 1906
- Szeptyckitheca Betsch & Weiner, 2009
- † Sphyrotheciscus Sánchez-García & Engel, 2016

## Publication originale
- Betsch, 1980 : Éléments pour une monographie des Collemboles Symplyplêones (Hexapodes, Aptérygotes). Mémoires du Muséum National d'Histoire Naturelle, Nouvelle Série, Série A, Zoologie, vol. 116, p. 1-227.